# Al-Jāhiz (cráter)
Al-Jāhiz es un cráter de impacto de 83 km de diámetro del planeta Mercurio. Debe su nombre al poeta árabe Al-Jahiz (775-868), y su nombre fue aprobado por la  Unión Astronómica Internacional en 1976.